# فینال لیگ قهرمانان کونکاکاف ۲۰۲۳
فینال لیگ قهرمانان کونکاکاف ۲۰۲۳ بازی نهایی لیگ قهرمانان کونکاکاف ۲۰۲۳، پانزدهمین و آخرین دوره لیگ قهرمانان کونکاکاف با نام فعلی آن و در مجموع پنجاه و هشتمین دوره از این رقابت‌های باشگاهی برتر فوتبال بود که توسط کونکاکاف، نهاد حاکم بر منطقه‌ای آمریکای شمالی، آمریکای مرکزی و کارائیب، برگزار شد.
فینال به صورت رفت و برگشت بین تیم‌های لس آنجلس  از لیگ برتر فوتبال ایالات متحده و تیم لئون از لیگ برتر فوتبال مکزیک برگزار شد. لئون در ۳۱ مه میزبان بازی رفت در ورزشگاه لئون در لئون، گوآناخوآتو، مکزیک بود و با نتیجه ۲–۱ پیروز شد. لس آنجلس در ۴ ژوئن میزبان بازی برگشت در ورزشگاه بی‌ام‌او در لس آنجلس، کالیفرنیا، ایالات متحده بود و با نتیجه ۱–۰ شکست خورد. فینال به تعویق افتاد تا فینال فصل آغازین ۲۰۲۳ در مکزیک برگزار شود. لئون در مجموع با نتیجه ۳–۱ پیروز شد.

## ورزشگاه‌ها
| لس آنجلس       | لئون           |
| -------------- | -------------- |
| ورزشگاه بی‌ام‌او | ورزشگاه لئون   |
| گنجایش: ۲۲,۰۰۰ | گنجایش: ۳۱,۲۹۷ |
|                |                |

## مسیر تا فینال
نکته: در تمام نتایج زیر، امتیاز فینالیست ابتدا داده می‌شود (H: میزبان؛ A: مهمان).
| لس آنجلس         | لس آنجلس | لس آنجلس | لس آنجلس   | مرحله         | لئون   | لئون  | لئون     | لئون       |
| ---------------- | -------- | -------- | ---------- | ------------- | ------ | ----- | -------- | ---------- |
| حریف             | مجموع    | بازی رفت | بازی برگشت |               | حریف   | مجموع | بازی رفت | بازی برگشت |
| آلاخولنسه        | ۴–۲      | ۳–۰ (A)  | ۱–۲ (H)    | یک‌هشتم نهایی  | تائورو | ۳–۰   | ۱–۰ (A)  | ۲–۰ (H)    |
| ونکوور وایتکپس   | ۶–۰      | ۳–۰ (A)  | ۳–۰ (H)    | یک‌چهارم نهایی | ویولیت | ۶–۲   | ۵–۰ (H)  | ۱–۲ (A)    |
| فیلادلفیا یونیون | ۴–۱      | ۱–۱ (A)  | ۳–۰ (H)    | نیمه نهایی    | اونال  | ۴–۳   | ۱–۲ (A)  | ۳–۱ (H)    |

هر دو تیم حاضر در فینال هنوز قهرمان لیگ قهرمانان کونکاکاف نشده بودند، اما پیش از این در دوره‌های قبلی به فینال رسیده بودند. لئون و لس آنجلس آخرین بار در مرحله یک‌هشتم نهایی لیگ قهرمانان کونکاکاف ۲۰۲۰ با هم بازی کردند که ال‌ای‌اف‌سی در مجموع ۳–۲ به پیروزی رسید.

### لئون
کلاب لئون پیش از این به مرحله نهایی جام قهرمانان کونکاکاف ۱۹۹۳ راه یافته بود، اما در گروه نوبت‌گردشی به دلیل تفاضل گل مغلوب دپورتیوو ساپریسا کاستاریکا شد. آنها در دهه ۲۰۱۰ موفقیت‌هایی در لیگ داشتند و به چندین دوره لیگ قهرمانان کونکاکاف راه یافتند، اما در سه سال متوالی توسط تیم‌های ام‌ال‌اس حذف شدند. بهترین نتیجه آنها در سال ۲۰۲۲ رقم خورد، جایی که در مرحله یک چهارم نهایی به قهرمان نهایی، سیاتل ساندرز، باختند. لئون به عنوان نایب قهرمان مراحل پلی آف فصل پایانی ۲۰۲۱ لیگ مکزیک به لیگ قهرمانان راه یافت.
این تیم در مرحله یک‌هشتم نهایی به مصاف تیم پانامایی تائورو رفت و در بازی رفت که در پاناماسیتی برگزار شد، با نتیجه ۱–۰ پیروز شد. ایوان مورنو تک گل مسابقه را در دقیقه ۵۵ و از فاصله نزدیک، پس از دریافت توپ دفع شده از مدافع تائورو، به ثمر رساند. لئون در بازی برگشت با نتیجه ۲–۰ پیروز شد و در مجموع با نتیجه ۳–۰ به مرحله یک‌چهارم نهایی راه یافت. برایان روبیو و الیاس هرناندز هر دو در نیمه اول گلزنی کردند.
در مرحله یک‌چهارم نهایی، لئون با تیم ویولیت هائیتی بازی کرد که در دور قبل پیروزی غیرمنتظره‌ای مقابل آستین از ام‌ال‌اس کسب کرده بود. در بازی رفت در ورزشگاه لئون، میزبان با دو گل ویکتور داویلا در نیمه دوم و دو گل در وقت‌های اضافه، ۵–۰ پیروز شد. این تیم در بازی برگشت ۲–۱ شکست خورد و دو گل از میچه-نایدر چری، بازیکن ویولیت، دریافت کرد، اما در مجموع ۶–۲ به نیمه نهایی راه یافت.
لئون در نیمه نهایی به مصاف تیگرس، دیگر تیم لیگا ام‌اکس رفت و در بازی رفت خارج از خانه بازی کرد. داویلا در دقیقه پنجم گل اول را زد، اما دو گلی که لوئیس کینیونز، وینگر تیگرس، نزدیک به پایان نیمه اول خلق کرد، برد ۲–۱ را برای میزبان به ارمغان آورد.[1] در ۱۵ دقیقه اول بازی برگشت، فیدل امبریز و آنخل منا برای لئون گلزنی کردند تا در مجموع دو بازی پیش بیفتند. ریموندو فولجنسیو برای تیگرس گل تساوی را به ثمر رساند، اما ضربه دقیقه ۷۹ آدونیس فریاز از روی یک ضربه کرنر، برد ۳-۱ و در مجموع ۴-۳ را برای لئون رقم زد.

### لس آنجلس
ال‌ای‌اف‌سی در سال ۲۰۱۸ به عنوان یک تیم گسترش دهنده وارد ام‌ال‌اس شد. این باشگاه به عنوان برنده ساپورترز شیلد ۲۰۱۹، به لیگ قهرمانان کونکاکاف ۲۰۲۰ راه یافت و به فینال راه یافت که به دلیل دنیاگیری کووید-۱۹ به دسامبر موکول شده بود و در اورلاندو، فلوریدا برگزار می‌شد. ال‌ای‌اف‌سی با نتیجه ۲–۱ مغلوب تیگرس اونال شد و به چهارمین تیم ام‌ال‌اس و دومین تیم از ایالات متحده تبدیل شد که در قالب مدرن لیگ قهرمانان به مقام نایب قهرمانی دست می‌یابد.
به عنوان قهرمان جام ام‌ال‌اس ۲۰۲۲ و برنده ساپورترز شیلد، ال‌ای‌اف‌سی برای دومین بار به لیگ قهرمانان راه یافت. آنها در تعطیلات بین فصل چندین بازیکن کلیدی از جمله لطیف بلسینگ، کریستین آرانگو و کریستین تیو را از دست دادند و چندین جایگزین جذب کردند، اما هنوز گزینه جدیدی برای مهاجم مرکزی نداشتند. این باشگاه در مرحله یک‌هشتم نهایی به مصاف تیم کاستاریکایی آلاخولنسه، نایب قهرمان لیگ کونکاکاف ۲۰۲۲، رفت و در بازی اول با نتیجه ۳–۰ و با هتریک دنیس بوانگا برد. ال‌ای‌اف‌سی در بازی برگشت در خانه ۲–۱ شکست خورد، اما در مجموع با نتیجه ۴–۲ به مرحله بعدی صعود کرد.
در مرحله یک‌چهارم نهایی، ال‌ای‌اف‌سی با ونکوور وایتکپس، دیگر تیم ام‌ال‌اس، از کانادا روبرو شد و در مجموع با نتیجه ۶–۰ پیروز شد و در هر بازی سه گل به ثمر رساند. بازی خارج از خانه در ونکوور با سه گل در ده دقیقه در نیمه دوم - دو گل بوانگا و یک پاس گل به کوادوو اوپوکو - تعیین کننده بود. کاپیتان کارلوس ولا در بازی دوم دو گل - از یک ضربه پنالتی و از فاصله نزدیک در نیمه اول - به ثمر رساند و پس از پایان نیمه اول، خوزه سیفوئنتس به او پیوست که به عنوان بازیکن تعویضی وارد زمین شد و با گل خود هر دو تیر دروازه را به لرزه درآورد.
نیمه نهایی، تکرار فینال جام ام‌ال‌اس بود که پنج ماه قبل بین ال‌ای‌اف‌سی و فیلادلفیا یونیون برگزار شده بود، تیمی که در رقابت‌های ساپورترز شیلد نیز به مقام نایب قهرمانی رسیده بود. برنامه بازی ال‌ای‌اف‌سی در لیگ به دلیل برگزاری سری نیمه نهایی و همچنین صعود احتمالی به فینال، تغییر کرد. ال‌ای‌اف‌سی در بازی رفت با نتیجه ۱–۱ مساوی کرد و در بازی برگشت با نتیجه ۳–۰ پیروز شد تا از نیمه نهایی صعود کند. آنها اولین تیم ام‌ال‌اس بودند که تحت فرمت فعلی به دومین فینال لیگ قهرمانان راه یافتند. مسابقات لیگ ال‌ای‌اف‌سی مقابل سنت لوئیس سیتی و آتلانتا یونایتد به دلیل تداخل با دو بازی رفت و برگشت فینال و همچنین جام یو اس اوپن ۲۰۲۳، به تعویق افتاد.

## فرمت
فینال به صورت رفت و برگشت برگزار خواهد شد و تیمی که در مراحل قبلی عملکرد بهتری داشته باشد، میزبان بازی برگشت خواهد بود. برخلاف دورهای قبلی، گل زده در خانه حریف در بازی برگشت تعیین کننده نتیجه نخواهد بود. در عوض، اگر مسابقه پس از وقت قانونی مساوی شود، ۳۰ دقیقه وقت اضافه (به دوره‌های ۱۵ دقیقه‌ای تقسیم می‌شود) بازی می‌شود؛ تعویض ششم نیز در وقت اضافه مجاز است. تعویض‌های اضافی برای بازیکنانی که علائم ضربه مغزی یا آسیب دیدگی سر را پس از حداکثر سه دقیقه ارزیابی توسط پزشک نشان می‌دهند، مجاز است. اگر پس از وقت اضافی نتیجه همچنان مساوی باشد، از ضربات پنالتی برای تعیین برنده استفاده می‌شود.

### رتبه‌بندی عملکرد
| رتبه | تیم      | بازی | برد | مساوی | باخت | گل زده | گل خورده | گل تفاضل | امتیاز | میزبان     |
| ---- | -------- | ---- | --- | ----- | ---- | ------ | -------- | -------- | ------ | ---------- |
| ۱    | لس آنجلس | ۶    | ۴   | ۱     | ۱    | ۱۴     | ۳        | ۱۱+      | ۱۳     | بازی برگشت |
| ۲    | لئون     | ۶    | ۴   | ۰     | ۲    | ۱۳     | ۵        | ۸+       | ۱۲     | بازی رفت   |

## مسابقات

### بازی رفت
| لئون                           | ۲–۱   | لس آنجلس     |
| ------------------------------ | ----- | ------------ |
| - تسیو ۸' - منا ۴۵+۵' (پنالتی) | گزارش | بوانگا ۹۰+۶' |

| GK               | 30 | رودولفو کوتا       |       |     |     |
| RB               | 3  | ایوان مورنو        |       |     |     |
| CB               | 21 | خاین باریرو        | '90+8 |     |     |
| CB               | 22 | آدونیس فریاز       | '43   |     |     |
| LB               | 6  | ویلیام تسیو (ک)    | '33   |     |     |
| RM               | 13 | آنخل منا           |       | '63 |     |
| CM               | 26 | فیدل امبریز        |       |     |     |
| CM               | 29 | لوکاس رومرو        | '65   |     |     |
| LM               | 19 | یایرو مورنو        |       | '8  |     |
| CF               | 7  | ویکتور داویلا      |       | '85 |     |
| CF               | 20 | آلفونسو آلوارادو   |       | '63 |     |
| نیمکت نشینان:    |    |                    |       |     |     |
| GK               | 1  | آلفونسو بلانکو     |       |     |     |
| GK               | 40 | اسکار گارسیا       |       |     |     |
| DF               | 23 | بایرون کاستیو      |       |     |     |
| DF               | 24 | اوسوالدو رودریگز   |       | '63 |     |
| DF               | 25 | پائول بلیون        |       |     |     |
| MF               | 8  | خوزه ایوان رودریگز |       |     |     |
| MF               | 11 | الیاس هرناندز      |       | '8  | '63 |
| MF               | 12 | جوئل کمپل          |       | '63 |     |
| MF               | 27 | خسوس آنگولو        |       |     |     |
| FW               | 15 | برایان روبیو       |       | '85 |     |
| FW               | 18 | لوکاس دی یوریو     |       | '63 |     |
| سرمربی:          |    |                    |       |     |     |
| نیکولاس لارکامون |    |                    |       |     |     |

| GK              | 77 | جان مک‌کارتی     |       |     |
| RB              | 24 | رایان هولینگشید | '45+4 | '60 |
| CB              | 2  | دنیل مالدونادو  | '45   |     |
| CB              | 33 | آرون لانگ       |       |     |
| LB              | 12 | دیگو پالاسیوس   |       |     |
| RM              | 11 | تیموتی تیلمان   |       | '85 |
| CM              | 6  | ایلی سانچز      |       | '68 |
| LM              | 20 | خوزه سیفوئنتس   | '89   |     |
| RF              | 22 | کوادوو اوپوکو   |       | '60 |
| CF              | 10 | کارلوس ولا (ک)  |       |     |
| LF              | 99 | دنیس بوانگا     |       |     |
| نیمکت نشینان:   |    |                 |       |     |
| GK              | 1  | الدین یاکوپوویچ |       |     |
| DF              | 18 | اریک دوئنیاس    |       | '85 |
| DF              | 30 | سرجی پالنسیا    |       | '60 |
| DF              | 80 | خولیان گینز     |       |     |
| MF              | 17 | دنیل کریسوستومو |       |     |
| MF              | 19 | ماتئوس بوگوش    |       | '68 |
| MF              | 23 | کلین آکوستا     |       |     |
| FW              | 7  | استیپه بیوک     |       | '60 |
| FW              | 27 | نیتن اورداز     |       |     |
| سرمربی:         |    |                 |       |     |
| استیو چاروندولو |    |                 |       |     |

| کمک داوران: لوئیس آرولدو ونتورا (گواتمالا) هومبرتو پنجوج (گواتمالا) داور چهارم: ماریو اسکوبار (گواتمالا) کمک‌داور ویدئویی: درو فیشر (کانادا) کمک کمک‌داور ویدئویی: گیلرمو پاچیکو لاریوس (مکزیک) |

### بازی برگشت
| لس آنجلس | ۰–۱   | لئون           |
| -------- | ----- | -------------- |
|          | گزارش | - دی یوریو ۲۰' |

| GK              | 77 | جان مک‌کارتی       |     |     |
| RB              | 30 | سرجی پالنسیا      |     | '56 |
| CB              | 3  | خسوس دیوید موریلو | '75 |     |
| CB              | 14 | جورجو کیه‌لینی     |     | '46 |
| CB              | 33 | آرون لانگ         |     | '69 |
| LB              | 12 | دیگو پالاسیوس     | '19 |     |
| CM              | 6  | ایلی سانچز        | '32 | '63 |
| CM              | 23 | کلین آکوستا       |     |     |
| RF              | 10 | کارلوس ولا (ک)    | '52 | '64 |
| CF              | 99 | دنیس بوانگا       |     |     |
| LF              | 19 | ماتئوس بوگوش      |     |     |
| نیمکت نشینان:   |    |                   |     |     |
| GK              | 1  | الدین یاکوپوویچ   |     |     |
| DF              | 2  | دنیل مالدونادو    |     | '69 |
| DF              | 18 | اریک دوئنیاس      |     |     |
| DF              | 24 | رایان هولینگشید   | '90 | '56 |
| DF              | 80 | خولیان گینز       |     |     |
| MF              | 11 | تیموتی تیلمان     |     | '63 |
| MF              | 17 | دنیل کریسوستومو   |     |     |
| MF              | 20 | خوزه سیفوئنتس     |     | '46 |
| FW              | 7  | استیپه بیوک       |     | '64 |
| FW              | 22 | کوادوو اوپوکو     |     |     |
| FW              | 27 | نیتن اورداز       |     |     |
| سرمربی:         |    |                   |     |     |
| استیو چاروندولو |    |                   |     |     |

| GK               | 30 | رودولفو کوتا       |       |     |
| RB               | 3  | ایوان مورنو        | '76   | '87 |
| CB               | 21 | خاین باریرو        | '19   |     |
| CB               | 22 | آدونیس فریاز       | '81   |     |
| LB               | 6  | ویلیام تسیو (ک)    |       |     |
| DM               | 29 | لوکاس رومرو        |       |     |
| RW               | 13 | آنخل منا           |       | '69 |
| AM               | 26 | فیدل امبریز        | '80   |     |
| LW               | 11 | الیاس هرناندز      |       | '86 |
| CF               | 18 | لوکاس دی یوریو     |       | '76 |
| CF               | 7  | ویکتور داویلا      |       |     |
| نیمکت نشینان:    |    |                    |       |     |
| GK               | 1  | آلفونسو بلانکو     |       |     |
| GK               | 40 | اسکار گارسیا       |       |     |
| DF               | 23 | بایرون کاستیو      |       |     |
| DF               | 24 | اوسوالدو رودریگز   |       | '87 |
| DF               | 25 | پائول بلیون        |       |     |
| DF               | 34 | اسکار ویلا         |       |     |
| MF               | 8  | خوزه ایوان رودریگز |       |     |
| MF               | 27 | خسوس آنگولو        |       |     |
| MF               | 28 | دیوید رامیرز       |       |     |
| FW               | 12 | جوئل کمپل          | '90+9 | '69 |
| FW               | 15 | برایان روبیو       |       | '76 |
| FW               | 20 | آلفونسو آلوارادو   |       | '86 |
| سرمربی:          |    |                    |       |     |
| نیکولاس لارکامون |    |                    |       |     |